# 夏道南
夏道南（？—？），字宗時，浙江紹興府餘姚縣人，民籍，明朝政治人物。

## 生平
嘉靖三十七年（1558年）戊午科浙江鄉試第十九名舉人。嘉靖三十八年（1559年）中式己未科會試第八十八名，三甲第一百零九名進士。歷官刑部雲南司员外郎，四十四年十一月差往廣東恤刑，隆庆元年（1567年）十一月升广西按察司佥事、整饬苍梧兵备。萬曆二年（1574年）九月升廣東左參議，分守岭東道，四年九月升本省副使。

## 家族
曾祖夏宣；祖父夏瀚；父夏橋，母沈氏。重庆下。